# Cataulacus pilosus
Cataulacus pilosus är en myrart som beskrevs av Santschi 1920. Cataulacus pilosus ingår i släktet Cataulacus och familjen myror. Inga underarter finns listade.